# أندريا سالا (لاعب كرة طائرة)
أندريا سالا (بالإيطالية: Andrea Sala)‏ (27 ديسمبر 1978 في إيطاليا - ) هو لاعب كرة طائرة شاطئية ولاعب كرة طائرة إيطاليا في مركز وسط ‏. لعب مع نادي مودينا للكرة الطائرة.

## وصلات خارجية
- أندريا سالا على موقع الاتحاد الأوروبي (الإنجليزية)
- أندريا سالا على موقع عالم الكرة الطائرة (الإنجليزية)
- أندريا سالا على موقع دوري الدرجة الأولى الإيطالي للكرة الطائرة - رجال (الإيطالية)